# 양천로
양천로(陽川路)는 서울특별시 강서구 방화동에서 염창동까지 이르는 서울특별시도로, 총 연장은 7.571 km이다. 그리고 해당 도로는 서울특별시도 제4201호선으로 구성되어 있지만, 도로의 이름이 유래된 것은 양천현이라는 옛 지명을 인용한 것에서 유래되었다.

## 역사
- 2010년 6월 29일 이전 : 도로명 고시상 양천길로 명명됨.
- 2010년 6월 30일 : 도로명으로 양천로를 고시

## 주요 경유지
- 강서구
  - 방화동 - 가양동/등촌동 - 염창동

## 접촉하는 도로
- 개화동로 (국도 제39호선, 국도 제48호선, 국가지원지방도 제78호선, 서울특별시도 제92호선)
- 금낭화로
- 방화대로 (국도 제6호선, 서울특별시도 제4205호선)
- 마곡서로
- 마곡중앙로
- 마곡동로
- 강서로
- 화곡로
- 안양천로 (직결·국도 제1호선, 서울특별시도 제5105호선의 일부)

## 그 외
- 양천로는 이름과 달리 구간이 강서구에 있지만, 양천구를 통과하지 않는 도로이기도 하다.
- 과거에는 국도 제48호선으로 지정된 바 있다.[출처 필요]